# Fête religieuse
Les fêtes religieuses sont des fêtes attachées à des traditions et pratiques religieuses. Les fêtes occidentales ont été assimilées par le christianisme ou sont d'origine chrétienne. Dans les pays où ces fêtes sont pratiquées, on nomme souvent fêtes païennes les fêtes non chrétiennes.

## Présentation
Les fêtes religieuses sont le plus souvent propres à chaque religions. Il peut exister certaines affinités entre les fêtes de religions différentes, comme la fête de Pessa'h du judaïsme et la fête de Pâques du christianisme : selon les évangiles, la Cène s'est passée lors de la célébration du Pessa'h juif.
Le positionnement dans le temps des fêtes religieuses est défini selon des règles très précises, définies dans les calendriers religieux. La succession des fêtes religieuses pendant l'année est appelée année liturgique. Dans le christianisme, le calcul des fêtes mobiles (et en particulier de la fête de Pâques) est appelé le comput (du latin computare, calculer).
Les sociétés dites traditionalistes les maintiennent et les soutiennent dans leur déroulement, qu'elles soient chrétiennes ou païennes. Il est notoire qu'elles ont un succès populaire considérable en Espagne, là où leur pratique n'est plus que d'ordre familial et confessionnel.

## Monothéismes
- Fêtes chrétiennes, dont les principales sont Noël et Pâques.
- Fêtes juives, dont Hanoucca.
- Fêtes musulmanes, dont l'Aïd el-Kebir et l'Aïd el-Fitr.
- Fêtes baha'ies, dont Naw-Rūz, Ridván et les Saints anniversaires jumeaux.

## Autres fêtes
- Les fêtes dites païennes :
  - Fêtes religieuses romaines
  - Fêtes celtiques de l'Antiquité : Beltaine, Imbolc, Lugnasad et Samain, disparues avec la christianisation.

- polythéismes
  - se référer à l'article anglais par l'interwiki.

## Antonymes
- Fête laïque
- Fête nationale